# Pristinosceptrella
Pristinosceptrella es un género de foraminífero bentónico de la Subfamilia Oolininae, de la Familia Ellipsolagenidae, de la Superfamilia Polymorphinoidea, del Suborden Lagenina y del Orden Lagenida. Su especie-tipo es Pristinosceptrella hispida. Su rango cronoestratigráfico abarca desde el Pleistoceno hasta la Actualidad.

## Discusión
Clasificaciones previas incluían Pristinosceptrella en la Superfamilia Nodosarioidea.

## Clasificación
Pristinosceptrella incluye a la siguiente especie:
- Pristinosceptrella hispida